# Tiny Wings
Tiny Wings est un jeu vidéo d'action développé et édité par Andreas Illiger, sorti en 2011  sur iOS.

## Accueil
- Jeuxvideo.com : 17/20[1]